# 1-я Латышская стрелковая бригада
1-я латышская стрелковая бригада (латыш. 1. latviešu strēlnieku brigāde) — вооружённое формирование латышских стрелков, части которого участвовали в боях Первой мировой войны с 1915 по 1918 год. Бригада была сформирована 3 ноября 1916 года. 30 декабря 1917 года 1-я латышская стрелковая бригада была переименована в 1-ю латышскую стрелковую дивизию (командир — полковник Густав Мангулис) и включена в состав Латышского стрелкового корпуса. 6 апреля 1918 года по условиям Брест-Литовского мирного договора латышские стрелковые части были демобилизованы.

## Формирование батальонов
1-й Усть-Двинский и 2-й Рижский латышские стрелковые батальоны начали формироваться 16 августа 1915 года, 3-й Курземский латышский стрелковый батальон — 26 августа 1915 года, но их формирование завершилось 14 октября в условиях, когда Германская империя уже оккупировала Курляндскую губернию и планировала занять Ригу. Они были сформированы из молодых добровольцев 17—20 лет. 4-й Видземский латышский стрелковый батальон был сформирован в сентябре 1915 года, но укомплектован только 2 февраля 1916 года. Он был сформирован из латышей, которые ранее были призваны в другие части русской армии.
Изначально в каждом батальоне было четыре роты и пять команд — разведка, пулемётные расчёты, связь, снабжение и специальная команда для нападений на вражеские коммуникации. Штат батальона состоял из 26 офицеров, 7 врачей и чиновников, 1246 унтер-офицеров и солдат. В нём также было 164 лошади, 4 пулемёта и 47 повозок. Каждый батальон сформировал свой военный оркестр. Летом 1916 года в каждом батальоне было создано по две дополнительных роты.

## Формирование полков
3 ноября 1916 года латышские стрелковые батальоны были преобразованы в полки. Полк состоял из восьми рот и восьми команд — пулемётчиков, сапёров, конной разведки, пехотной разведки, связи, полиции, учёта оружия и траншейных пушек. Штат — 50 офицеров, 7 врачей и служащих, 1497 унтер-офицеров и солдат, 8 вольноопределяющихся. В нём также было 290 лошадей и 104 повозок. 5-й Земгальский, 6-й Тукумский, 7-й Бауский и 8-й Валмиерский латышские стрелковые полки были объединены во 2-ю Латвийскую стрелковую бригаду.
Таким образом, латышская стрелковая бригада должна была иметь в общей сложности 200 офицеров, 28 врачей и чиновников, 5 988 унтер-офицеров и солдат и 32 вольноопределяющихся.

## Командиры
- генерал-майор Август Эрнестович Мисин (с 6 ноября 1916),
- полковник Георг Карлсон (с 13 марта 1917),
- полковник Карл Иванович Гоппер (с 7 апреля 1917),
- полковник Мартиньш Пеникис (с 6 октября 1917).

## Структура бригады
- 1-й Даугавгривский латышский стрелковый полк, командиры: подполковник Рудольф Карлович Бангерский (25.08.1915—18.11.1916), полковник Георг Карлсон (18.11.1916—13.03.1917), подполковник Фридрих Андреевич Бриедис (с 13.03.1917), знамя: восходящее солнце со скрещёнными мечами, девиз: «Не волнуйтесь, бойцы, серебряное солнце восходит» (латыш. Nebēdaities kara vīri, sidrabota saule lēc).
- 2-й Рижский латышский стрелковый полк, командиры: полковник Иван Александрович Францис (с 11.09.1916), капитан Роберт Юрьевич Клявиньш (и.д. 28.06.— 24.09.1916 г.), подполковник Эдуард Яковлевич Пауль (с 24.09.1916), полковник Рудольф Бангерский (и.д. 28.11.—30.12.1916.), полковник Мартиньш Пеникис (с 30.12.1916), знамя: рука мечет молнию во врагов отечества, девиз: «Для отечества тяжёлые времена, сыновья должны идти на помощь» (латыш. Tēvu zemei grūti laiki, dēliem jāiet palīgā).
- 3-й Курземский латышский стрелковый полк, командир: полковник Ян Яковлевич Калнин (с 28.09.1915), знамя: дуб с радугой, девиз: «На межу голову клал, отечество защищать» (латыш. Uz ežiņas galvu liku, sargāt savu tēvu zemi).
- 4-й Видземский латышский стрелковый полк, командиры: подполковник Эдуард Яковлевич Пауль (с 12.10.1915), полковник Антон Петрович Зельтин (с 18.03.1916), Рудольф Карлович Бангерский (и.д. 27.01.—11.2.1917), полковник Антон Петрович Зельтин (с 11.02.1917), знамя: восходящее солнце с мечом и дубовой веткой над ним.

## Первое сражение
Первое сражение началось 25 октября 1915 года на Тирельском болоте. 29 октября 1915 года 1-я рота 1-го Даугавгривского латышского стрелкового батальона под командованием Ф. Бриедиса остановила продвижение немецких войск к Риге у границы Лифляндской и Курляндской губерний у реки Миса, а в начале ноября 2-й Рижский и 3-й Курземский латышские стрелковые батальоны отбили нападение немцев на Слоку. В марте и июле 1916 года 1-й Даугавгривский латышский стрелковый батальон участвовал в боях под Кекавой.

### Рождественские и январские бои
Основная статья: Рождественские бои
23 декабря 1916 года (5 января по новому стилю) в 5 часов утра полки 1-й латышской стрелковой бригады прорвали линию немецких укреплений и заняли территорию в тылу немцев на глубине около 3 километров. Однако атака прекратилась, так как резервы не были отправлены. Вечером 5 января в результате нескольких немецких контратак не удалось удержать передний отрыв, и стрелковые части были вынуждены отступить на исходные позиции. Потери 1-й бригады только в этот день боя превысили 2500 солдат убитыми, ранеными и пропавшими без вести.
По подсчётам генерала Аузана, в Рождественских боях в составе 1-й латышской бригады участвовало 5917 стрелков и 62 офицера. 2857 солдат были убиты, ранены и пропали без вести во время боёв, из них 53 офицера и 2274 солдата 5 января, в первый день боя. 1-й Даугавгривский латышский стрелковый полк потерял больше всего офицеров: погибших 3, раненых и раненых 15, пропавших без вести 2, всего 20 офицеров; затем 3-й Курземский латышский стрелковый полк: убито 3, ранено и контужено 10, пропал без вести один; 4-й Видземский латышский стрелковый полк: 7 офицеров ранены. Меньше всего солдат было в 1-м полку (591), в остальных полках почти столько же — около 700 человек.
Январские бои проходили с 23 по 31 января, в них участвовали 1-я и 2-я латышские бригады, 5-й Земгальский и 6-й Тукумский полки вместе с русской армией. По оценкам генерала Аузана, в 1-й латышской стрелковой бригаде в январских боях погибло, ранено и пропало без вести 65 офицеров (умерло не более 23) и 2736 солдат, из которых погибло не более 437 человек.

## Ликвидация бригады
После Октябрьской революции 30 декабря 1917 года 1-я латышская стрелковая бригада вошла в состав вновь сформированного Латышского стрелкового корпуса, которым командовал полковник Иоаким Вацетис. Корпус состоял из двух дивизий, которыми командовали Густав Мангулис и Пётр Авен. По условиям Брест-Литовского мирного договора 6 апреля 1918 года советское правительство России издало приказ о демобилизации латышских стрелковых полков и создании латышской стрелковой дивизии в составе Красной армии.

## Награждённые стрелки
- Людвиг Густавович Адлер, прапорщик 3-го Курземского латышского стрелкового полка. 12 января 1917 года занял место умершего командира роты на Пулемётной горке, будучи тяжело раненным, и продолжал бой до тех пор, пока противник не был разбит. Затем был эвакуирован без сознания, вследствие ранения потерял левую руку. Награждён орденом Св. Владимира IV степени и Военным орденом Лачплесиса III степени.[4]
- Рудольф Карлович Бангерский, капитан 1-го Даугавгривского латышского стрелкового полка, впоследствии подполковник, командир полка (25.8.1915—18.11.1916), позже полковник 4-го Видземского латышского стрелкового полка, впоследствии начальник штаба Латышской стрелковой бригады. 17 января 1917 года в бою под Пулемётной горкой лично провёл разведку и выяснил положение фронта, повёл полк в штыковую атаку под прямым и ожесточённым огнем и занял утерянные позиции.[5]
- Леопольд Беркольд, 4-й Видземский латышский стрелковый полк. 12 января 1917 года перешёл в наступление под Пулемётной горкой с запасной ротой, остановил немцев и обеспечил позицию правого фронта латышских стрелков. В этом бою он был тяжело ранен. Награждён Военным орденом Лачплесиса III степени (1924).[6]
- Ян Берзин, капитан 2-го Рижского латышского стрелкового батальона (позднее полка) с конца 1915 года. Награждён орденами Св. Станислава II III степени, Св. Анны II, III, IV степени, Св. Владимира IV степени. 21 августа 1917 года у корчмы Шмизинг у Малой Юглы разведывательные и сапёрные группы держали фронт после отступления русских войск и отражали все атаки немцев до тех пор, пока не получили приказ об отступлении.[7]
- Фридрих Андреевич Бриедис, капитан 1-го Даугавгривского латышского стрелкового полка, впоследствии полковник, командир полка (с 13.03.1917). С 1 августа 1915 года командир 1-й роты. 16 октября 1915 года участвовал в боях на реке Миса, 8 марта 1916 года был тяжело ранен в бою под Кекавой. 23 декабря 1916 года своим батальоном без артиллерийской подготовки он первым снёс немецкие заграждения из колючей проволоки и в ожесточённом бою выбил врага с позиций. С батальоном попал под огонь немецкой тяжелой батареи, был тяжело ранен. Награжден орденом Св. Георгия IV степени, Георгиевским оружием, орденами Св. Владимира IV степени, Св. Анны II, III, IV степеней, Св. Станислава II, III степеней. Назначен командиром полка за героизм в Рождественских боях. Посмертно награждён всеми тремя степенями Военного ордена Лачплесиса.[8]
- Жанно-Роберт Бресме, поручик 4-го Видземского латышского стрелкового полка с 11 апреля 1916 года. 23 декабря 1916 года, после прорыва немецкого фронта под Мангали, он атаковал своей ротой укрепления Скангали и под огнём врага занял 3 блиндажа в штыковом бою. Награждён орденом Св. Владимира IV степени (8 ноября 1917) и Георгиевским крестом IV степени.[9]
- Антон Зельтин, полковник, командир 4-го Видземского латышского стрелкового полка. 23 декабря 1916 года в Рождественских боях со своим полком в упорной борьбе занял немецкие укреплённые блиндажи. 12 января 1917 года вновь занял укреплённые окопы на Пулемётной горке и до вечера держал их под непрекращающимся огнём врага. Награждён несколькими орденами Св. Анны и Св. Владимира, за заслуги в Рождественских боях — Георгиевским оружием. Также награждён Георгиевским крестом IV степени с лавровой ветвью

## Некоторые офицеры, убитые в боях
- Эдуард Кенцис, подпоручик 2-го Рижского латышского стрелкового полка 1896 года рождения, погиб в Кекавском сражении 8 марта 1916 г.

- Теодор Пирагс, подпоручик 2-й роты 1-го Даугавгривского латышского стрелкового батальона, 1893 года рождения, ранен 8 марта 1916 года под Кекавой. Умер 15 марта, после смерти произведён в поручики. Похоронен на Братском кладбище.